# Algathia kurarensis
Algathia kurarensis är en stekelart som först beskrevs av Tohru Uchida 1927.  Algathia kurarensis ingår i släktet Algathia och familjen brokparasitsteklar. Inga underarter finns listade i Catalogue of Life.